# Purgstall an der Erlauf
Purgstall an der Erlauf  är en ort och kommun  i Österrike. Den ligger i distriktet Scheibbs i förbundslandet Niederösterreich, 90 km väster om huvudstaden Wien.
Kommunen består av 31 orter (Ortschaften) (inom parentes invånarantal 1 januari 2024):

- Ameishaufen (32)
- Edelbach bei Purgstall (22)
- Erb (45)
- Feichsen (348)
- Föhrenhain (63)
- Gaisberg (278)
- Galtbrunn (56)
- Gimpering (28)
- Haag (15)
- Harmersdorf (8)
- Heidegrund (69)
- Hochrieß (81)
- Höfl (35)
- Koth (33)
- Kroißenberg (45)
- Mayerhof (35)
- Nottendorf (35)
- Petzelsdorf (51)
- Purgstall (2 650)
- Pögling (16)
- Reichersau (27)
- Rogatsboden (121)
- Schauboden (270)
- Stock (72)
- Sölling (248)
- Söllingerwald (161)
- Unternberg (41)
- Weigstatt (54)
- Weinberg (36)
- Zehnbach (266)
- Öd bei Purgstall (119)